# George Russell (racerkører)
 Der er flere personer med dette navn, se George Russell.
George William Russell (født 15. februar 1998) er en britisk racerkører, som kører for Formel 1-holdet Mercedes GP. Han har vundet tre grand prix i sin karriere.

## Formel 1-karriere

### Williams

#### 2019
Russell fik sin Formel 1-debut i 2019 sæsonen, da han blev del af Williams-holdet. Sæsonen var dog ikke en god en for Williams, hvis bil var markant den langsomste i Formel 1, og holdet sluttet på sidstepladsen. Russell sluttede sæsonen som nummer 20 ud af 20, og var den eneste kørere til at slutte sæsonen uden point. Dette var dog ikke meget værre end hans holdkammerat Robert Kubica, som kun scorede et enkelt point.

#### 2020
Russell fortsatte hos Williams i 2020 sæsonen, hvilke ikke var bedre for holdet som igen sluttede sidst, denne gang uden point. Russell var på vej mod endnu en sæson med 0 point, men efter at Lewis Hamilton fik COVID-19, så blev Russell, som havde været del af Mercedes ungdomsprogram siden 2017, valgt til at indtræde som hans erstatning ved Bahrains Grand Prix. Russell sluttede på niendepladsen i Bahrain, hvilke var en skuffelse i det at Russell havde ført i store dele af ræset, men det betød dog at Russell fik sine første point i sin Formel 1-karriere.

#### 2021
Russell fortsatte hos Williams i 2021 sæsonen. Han scorede sit første point for Williams ved Ungarns Grand Prix, hvor han sluttede på ottendepladsen. Sæsonens højdepunkt var dog klart Belgiens Grand Prix, hvor at Russell kom på andenpladsen. Dette skete efter at ræset blev afbrudt efter bare en enkelt omgang på grund af regnvejr. Ved en sådan afbrydelse, så tæller den rækkefølge som bilerne var i som resultatet, og Russell kom dermed på andenpladsen i det korteste Formel 1 Grand Prix nogensinde afholdt. Han sluttede sæsonen på femtendepladsen med 16 point.

### Mercedes

#### 2022
Russell skiftede ved 2022 sæsonen til Mercedes, hvor han erstattede Valtteri Bottas. Han scorede ved Ungarns Grand Prix den første pole position i hans karriere. Sæsonens højdepunkt kom dog ved São Paulos Grand Prix, hvor at Russell vandt det første ræs i hans karriere. Han sluttede sæsonen på fjerdepladsen, hans bedste placering til dato.

#### 2023
Russell fortsatte i 2023 sæsonen hos Mercedes. Sæsonen var dog ikke god for Russell, som sluttede på ottendepladsen, hvilke var den laveste placering for en Mercedes kører siden 2012. Han scorede dog et vigtigt podium ved sæsonens sidste ræs i Abu Dhabi, hvilke sikrede at Mercedes sluttede over Ferrari i konstruktørmesterskabet.

#### 2024
Russel fortsatte hos Mercedes i 2024 sæsonen. Han tog ved Østrigs Grand Prix sin anden sejr. Han vandt også Belgiens Grand Prix, men blev senere diskvalificeret fra ræset, efter at det blev opdaget at hans bil var under minimumvægten. Han blev hermed den første ræsvinder til at blive diskvalificeret siden Michael Schumacher ved Belgiens Grand Prix 1994. Det lykkedes ham dog at tage sin tredje Formel 1-sejr ved Las Vegas' Grand Prix, og han vandt hermed for første gang flere ræs i en enkelt sæson. Han endte sæsonen på sjettepladsen.

#### 2025
Russell fortsætter hos Mercedes i 2025 sæsonen, denne gang med en ny holdkammerat i Andrea Kimi Antonelli.